# Włóknica sznurowata

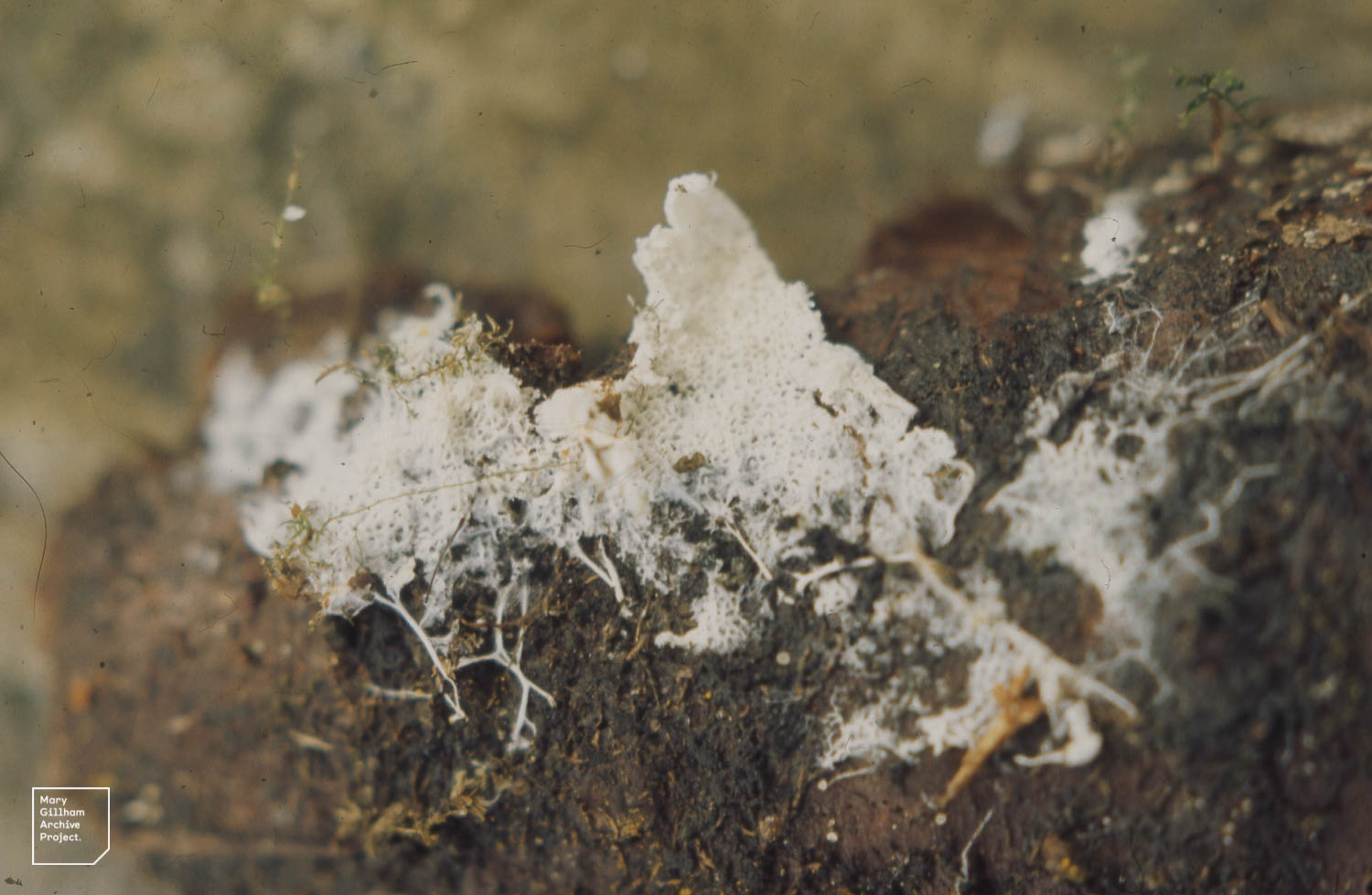

Włóknica sznurowata, jamkówka sznurowata (Fibroporia vaillantii (DC.) Parmasto) – gatunek grzybów z rzędu żagwiowców (Polyporales).

## Systematyka i nazewnictwo
Pozycja w klasyfikacji według Index Fungorum: Fibroporia, Fibroporiaceae, Polyporales, Incertae sedis, Agaricomycetes, Agaricomycotina, Basidiomycota, Fungi.
Po raz pierwszy takson ten opisał w 1815 r. Augustin Pyramus de Candolle, nadając mu nazwę Boletus vaillantii. Obecną nazwę nadał mu Erast Parmasto w 1968 r.
Ma około 30 synonimów. Niektóre z nich:
- Antrodia vaillantii (DC.) Ryvarden 1973
- Coriolellus vaporarius (Pers.) Domański 1965
- Fibuloporia vaillantii (DC.) Bondartsev & Singer 1941
- Tyromyces vaporarius (Pers.) M.P. Christ. 1960[2].

Gatunek ten zaliczany był do różnych rodzajów, w związku z tym ma też wiele nazw polskich. Franciszek Błoński w 1889 r. nadał mu nazwę żagiew delikatna, Maciej Orłoś w 1952 r. porzyca delikatna, Stanisław Domański w 1965 r. sprzążkownica Vaillanta, a Władysław Wojewoda w 2003 r. zarekomendował nazwę jamkówka sznurowata. Znana jest też pod nazwą grzyb domowy biały. Wszystkie są niespójne z aktualną nazwą naukową. Internetowy atlas grzybów podaje nazwę włóknica sznurowata.

## Morfologia
Owocnik
Jednoroczny, rozpostarty, często duży, o grubości do 4 mm, dający się oddzielić od podłoża, miękko włóknisty, w smaku łagodny. Brzeg często szeroki z ryzomorfami, biały do kremowego. Powierzchnia porów w stanie świeżym biała do kremowej, po wyschnięciu miejscami staje się bladobrunatna. Pory okrągłe do kanciastych, 2-4 na mm, w starych owocnikach niektóre są większe. Subikulum miękkie i kosmate, białe, o grubości 1–2 mm. Warstwa rurek w starych okazach osiąga grubość do 4 mm, jest tej samej barwy co subikulum, miękka i watowata, po wysuszeniu nieco krucha.
Cechy mikroskopowe
System strzępkowy dimityczny. Strzępki generatywne ze sprzążkami, szkliste, cienkościenne, o średnicy 2-6 µm, strzępki szkieletowe dominujące w kontekście i ryzomorfach, średnio do grubościenne, szkliste, nieseptowane, proste i nierozgałęzione, rzadko rozgałęzione dychotomicznie, o średnicy 2–5 µm, nieamyloidalne. Cystyd brak, cystydiole wrzecionowate, 20–25 × 4–6 µm. Podstawki maczugowate, 4-sterygmowe, 20–28 × 6–8 µm, ze sprzążką bazalną. Basidiospory szeroko elipsoidalne, szkliste, gładkie., nieamyloidalne, 5–7 × 3–4 µm.
Cechy płciowe
Grzyb heterotaliczny i tetrapolarny.
Gatunki podobne
Włóknicę sznurowatą zwykle łatwo jest zidentyfikować po brzegu z ryzomorfami, miękkim owocniku i dużych zarodnikach. Podobne są okazy z ryzomorfami jamkówki bawełnianej (Antrodia gossypium), ale są bardziej kruche i woskowo-żywiczne, ponadto jamkówka bawełniana ma mniejsze i węższe zarodniki.

## Występowanie i siedlisko
Włóknica sznurowata występuje na niektórych wyspach i wszystkich kontynentach poza Antarktydą. W Europie jest szeroko rozprzestrzeniona. W Polsce W. Wojewoda w 2003 r. przytoczył 10 jej stanowisk z uwagą, że jest to gatunek rzadki. Aktualne stanowiska podaje internetowy atlas grzybów. Znajduje się w nim na liście grzybów zagrożonych i wartych objęcia ochroną.
Nadrzewny grzyb saprotroficzny występujący w lasach na martwym drewnie drzew liściastych i iglastych, także w ogrodach botanicznych i na drewnie budowlanym (np. na drewnianych elementach mostów). Występuje głównie na drewnie drzew iglastych (sosna Pinus i świerk Picea), bardzo rzadko na twardym drewnie drzew liściastych, takich jak buk Fagus, wiśnia dzika Prunus avium i dąb Quercus. Najczęściej spotykana jest na stosach desek i innej tarcicy, na drewnie konstrukcyjnym w kopalniach, piwnicach i w innych wilgotnych miejscach.

## Znaczenie
Jest jednym z grzybów domowych, gatunków rozwijających się na drewnie w budynkach. Powoduje brunatną zgniliznę drewna podobną do wywoływanej przez stroczka domowego (Serpula lacrymans). Powoduje jednak mniejsze pęknięcia drewna, a płaty grzybni powietrznej zawsze są białe. Odróżnia się także ryzomorfami; są zawsze białe, znacznie cieńsze i giętkie.